# Найкращі бомбардири чемпіонату Австрії з футболу
Ця стаття — статистичний огляд досягнень найкращих бомбардирів чемпіонату Австрії за всю історію його існування.

## Рекорди
- Роберт Дінст забив найбільше голів у чемпіонаті (323).
- Йохан Кранкль у чемпіонаті 1977/78 забив найбільше голів за сезон (41).
- Франц Біндер шість разів здобував титул накращого бомбардира чемпіонату.
- Ернст Стояспал має рекордну середню результативність (1,14 гола за матч).
- Карл Деккер в чемпіонаті 1943/44 показав рекордну середню результативність за сезон (2,06 гола за матч).
- Златко Краньчар (Югославія) — забив у чемпіонаті Австрії найбільше голів серед іноземних гравців — 108.

## Сумарні показники (1912–2011)

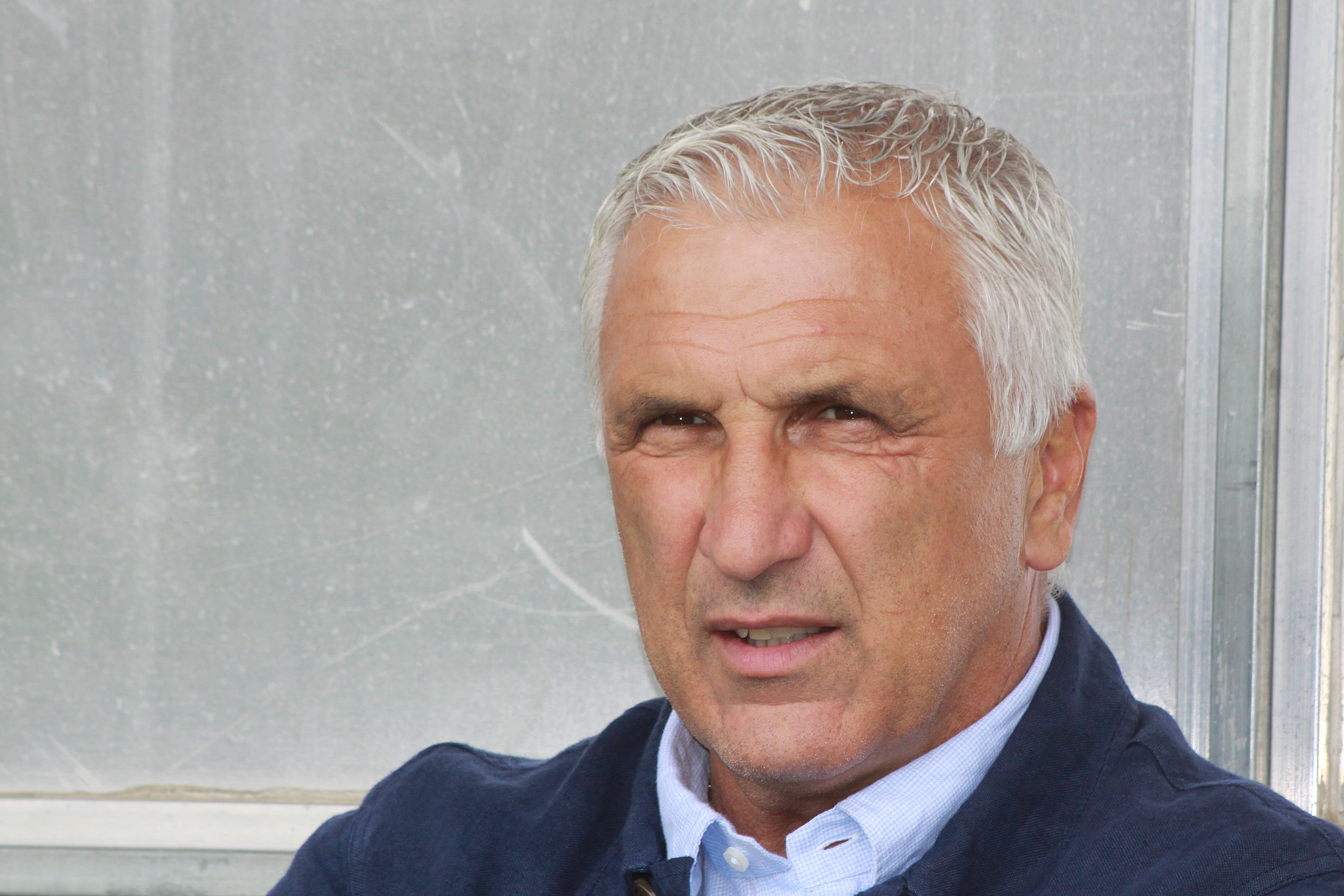
Йохан Кранкль (2009)

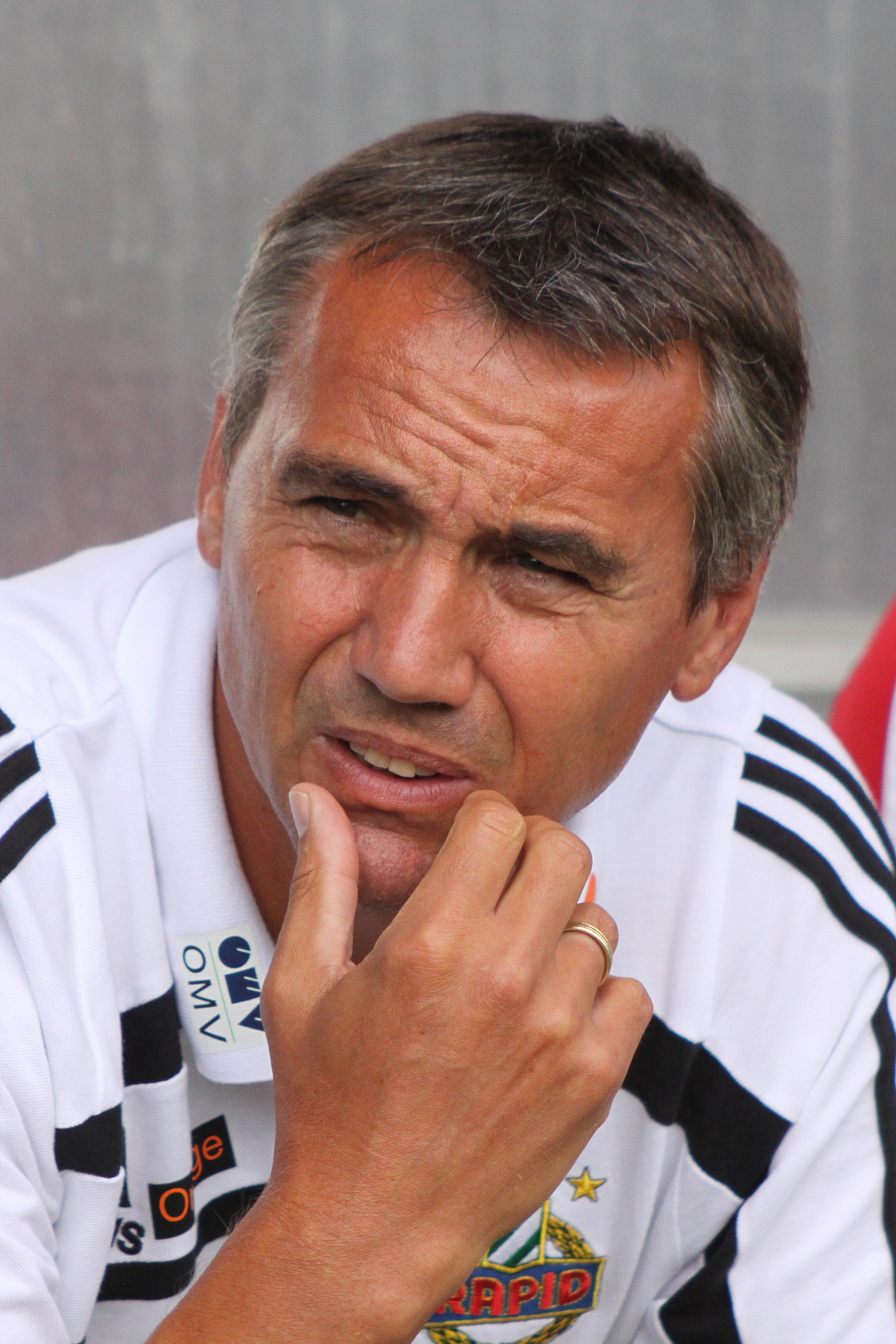
Петер Пакульт (2010)

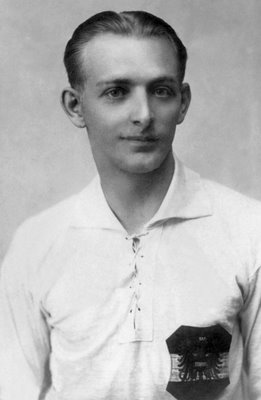
Матіас Сінделар

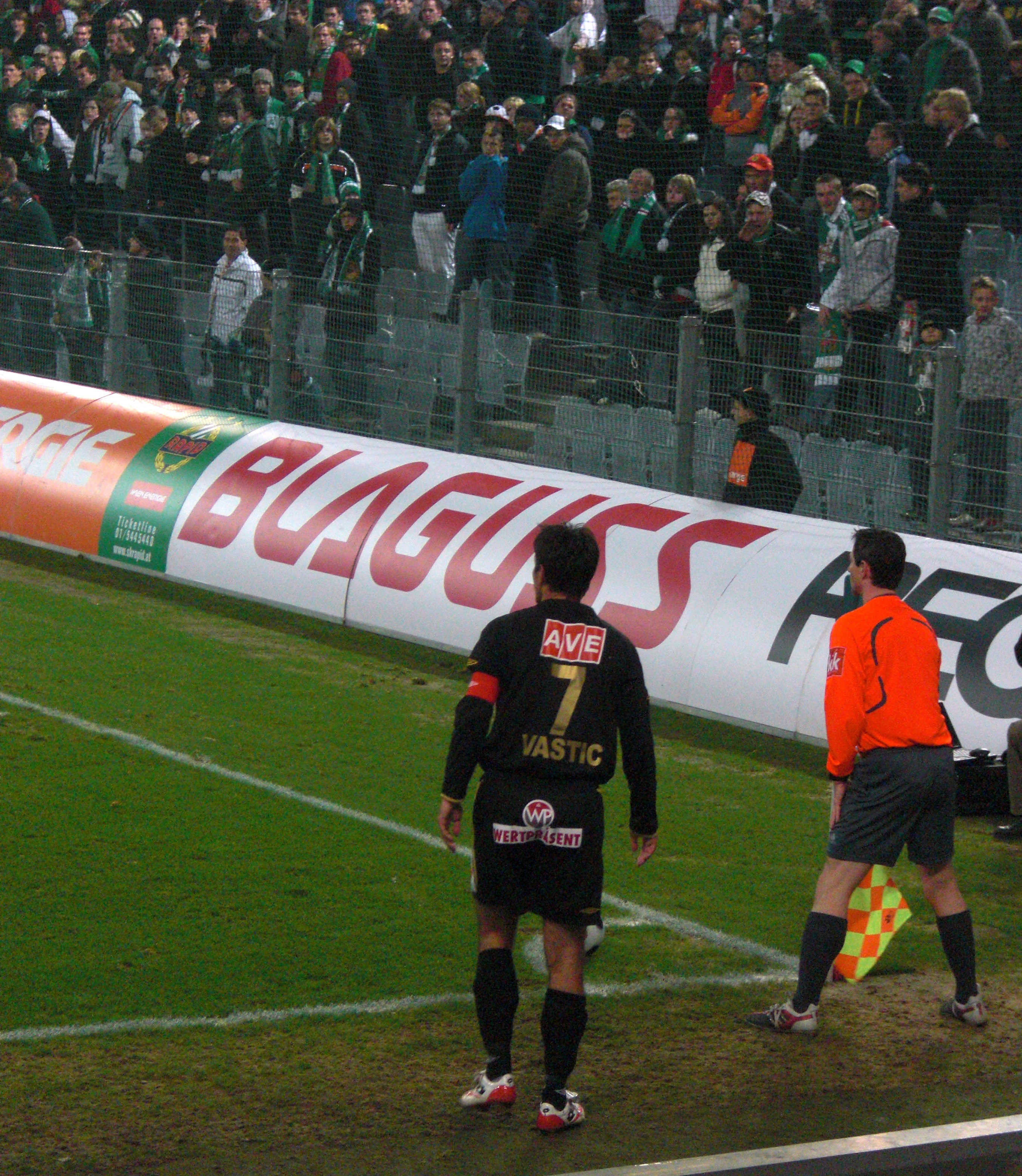
Івіца Вастич (2008)

| №  | Футболіст           | Роки виступу    | Голи | Матчі | Клуби |
| -- | ------------------- | --------------- | ---- | ----- | --- |
| 1  | Роберт Дінст        | 1943-1962       | 323  | 351   | «Рапід» (307), «Флорісдорфер» (12), «СВ Швехат» (4)                                                                         |
| 2  | Йохан Кранкль       | 1971-1988       | 320  | 427   | «Рапід» (267), «Вінер Шпорт-клуб» (40), «Фірст Вієнна» (13)                                                                 |
| 3  | Франц Біндер        | 1930-1949       | 272  | 243   | «Рапід» (272) |
| 4  | Карл Деккер         | 1938-1954       | 271  | 264   | «Фірст Вієнна», «Штурм» Грац                                                                                                |
| 5  | Фрідріх Сейка       | 1947-1966       | 245  | 438   | «Адміра» Відень, «Вінер АК», «Капфенберг», «Фірст Вієнна»                                                                   |
| 6  | Антон Шалль         | 1925-1941       | 231  | 285   | «Адміра» Відень (231) |
| 7  | Йохан Буцек         | 1955-1973       | 226  | 384   | «Фірст Вієнна», «Аустрія» Відень, «Вінер Шпорт-клуб», ФК «Дорнбірн», «Рапід», «Аустрія» Клагенфурт                          |
| 8  | Ернст Стояспал      | 1942-1954       | 224  | 197   | «Аустрія» Відень (219), «Остбан-XI» Відень (5)                                                                              |
| 9  | Еріх Гоф            | 1954-1969       | 224  | 311   | «Вінер Шпорт-клуб», «Аустрія» Відень                                                                                        |
| 10 | Вільгельм Ганеманн  | 1931-1952, 1959 | 222  | 300   | «Адміра» Відень, «Ваккер» Відень                                                                                            |
| 11 | Хельмут Кегльбергер | 1964-1981       | 211  | 425   | «Аустрія» Відень, «Лінцер АСК»                                                                                              |
| 12 | Теодор Вагнер       | 1943-1962       | 201  | 366   | «Ваккер» Відень, «СВС Лінц»                                                                                                 |
| 13 | Йохан Ріглер        | 1944-1963       | 198  | 356   | «Рапід» (130), «Аустрія» Відень, ФК «Відень», «Аустрія» Клагенфурт                                                          |
| 14 | Йозеф Епп           | 1954-1969       | 195  | 224   | «Вінер Шпорт-клуб», «Фірст Вієнна» (33), «Лінцер АСК» (7)                                                                   |
| 15 | Івіца Вастич        | 1991-2009       | 188  | 453   | «Штурм» Грац (124), «Санкт-Пельтен» (18), «Лінцер АСК» (17), «Аустрія» Відень (14), «Фірст Вієнна» (8), «Адміра-Ваккер» (7) |
| 16 | Крістіан Майрлеб    | 1994-2011       | 186  | ?     | «Адміра-Ваккер», «Пашинг», «Тіроль» Інсбрук, «Аустрія» Відень, «Лінцер АСК», «Ред Булл»                                     |
| 17 | Петер Пакульт       | 1980-1993       | 186  | 395   | «Сваровскі-Тіроль» (105), «Вінер Шпорт-клуб» (47), «Рапід» (26), «Сталь» Лінц (5), «Аустрія» Відень (2)                     |
| 18 | Отто Вальцхофер     | 1946-1963       | 185  | 333   | «Фірст Вієнна»,, «Флорісдорфер», «Лінцер АСК»                                                                               |
| 19 | Йоганн Вальцгофер   | 1925-1944       | 178  | ?     | «Ваккер» Відень, «Вінер АК»                                                                                                 |
| 20 | Альфред Кернер      | 1943-1964       | 175  | 336   | «Рапід» (157), «Адміра» Відень                                                                                              |
| 21 | Ернст Бокон         | 1946-1959       | 173  | 206   | «Ваккер» Відень, «Хохштадт»                                                                                                 |
| 22 | Ріхард Кутан        | 1911-1929       | 172  | 276   | «Рапід» (163), «Ваккер» Відень (9)                                                                                          |
| 23 | Ріхард Фішер        | 1935-1952       | 165  | ?     | «Фірст Вієнна» |
| 24 | Еріх Габітцль       | 1940-1960       | 165  | 232   | «Адміра» Відень |
| 25 | Маттіас Сінделар    | 1922-1938       | 161  | ?     | «Аустрія» Відень (157), «Герта» Відень (4)                                                                                  |
| 26 | Франц Веселик       | 1923-1934       | 161  | 176   | «Рапід» (161) |
| 27 | Рудольф Фльогель    | 1958-1974       | 159  | 395   | «Рапід» (145), «Адміра-Вінер» Нойштадт, «Сіммерингер СК»                                                                    |
| 28 | Йозеф Гамерль       | 1952-1967       | 158  | ?     | «Вінер Шпорт-клуб», ФК «Відень», «Адміра» Відень, «Аустрія» Відень, «Капфенберг», «Вінер» Нойштадт                          |
| 29 | Альфред Драбіц      | 1978-1991       | 156  | ?     | «Аустрія» Відень, «Вінер Шпорт-клуб», «Фірст Вієнна»                                                                        |
| 30 | Адольф Губер        | 1940-1957       | 151  | ?     | «Аустрія» Відень |
| 31 | Ріхард Броузек      | 1949-1963       | 151  | ?     | «Ваккер» Відень |
| 32 | Еріх Пробст         | 1945-1962       | 150  | ?     | «Рапід», «Адміра» Відень, «Фірст Вієнна», «Аустрія» Зальцбург                                                               |

## Найкращі бомбардири чемпіонату Австрії (1912–1994)

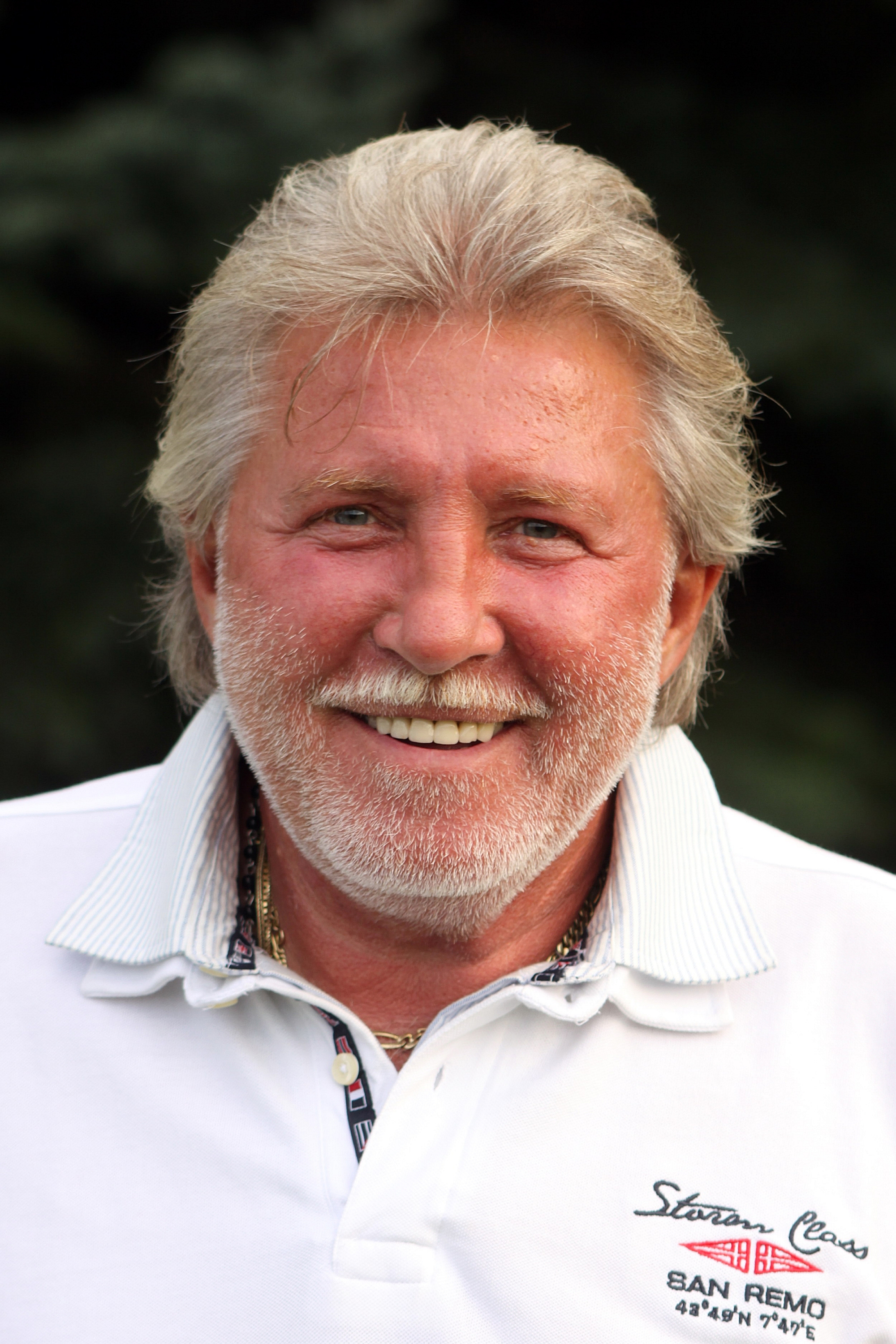
Вільгельм Крейц (2010)

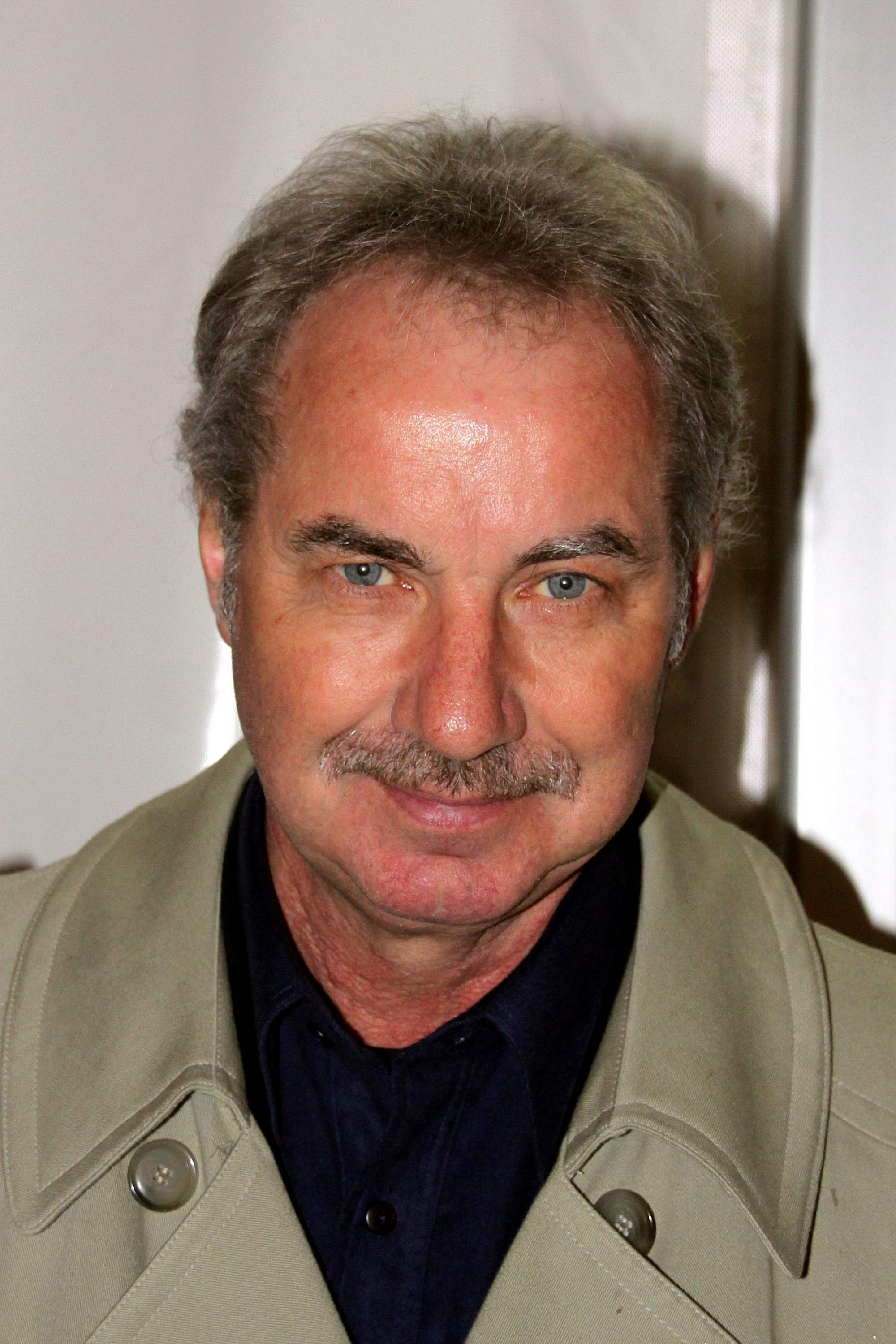
Альфред Рідль (2010)

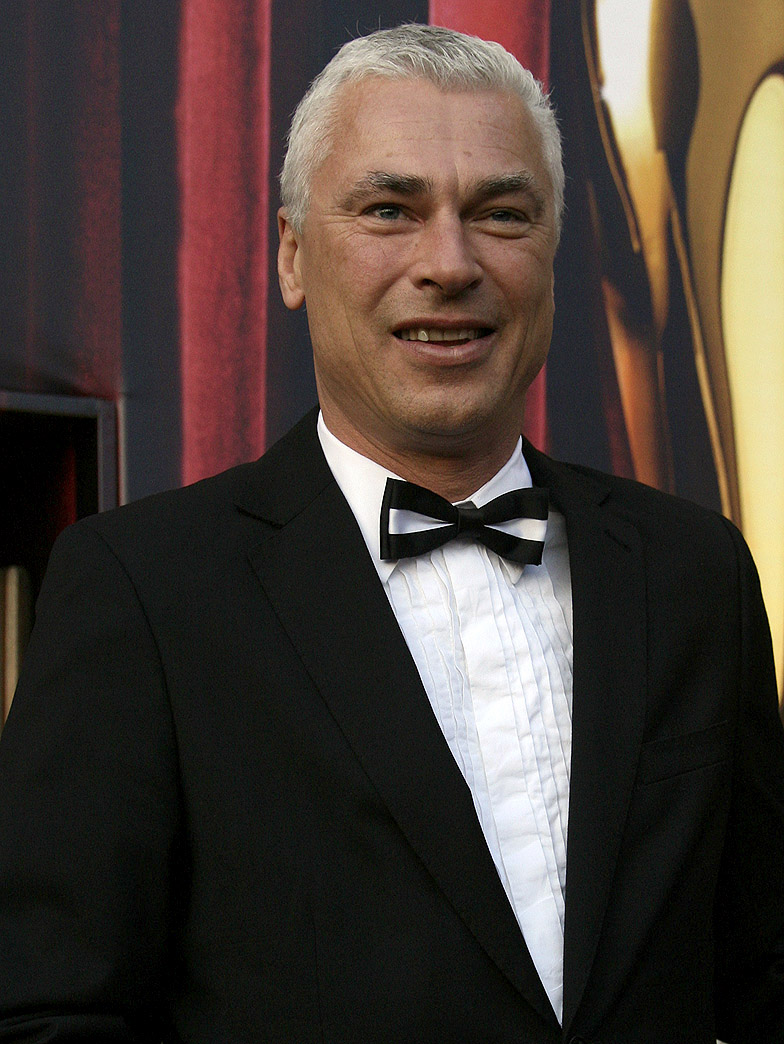
Антон Польстер (2009)

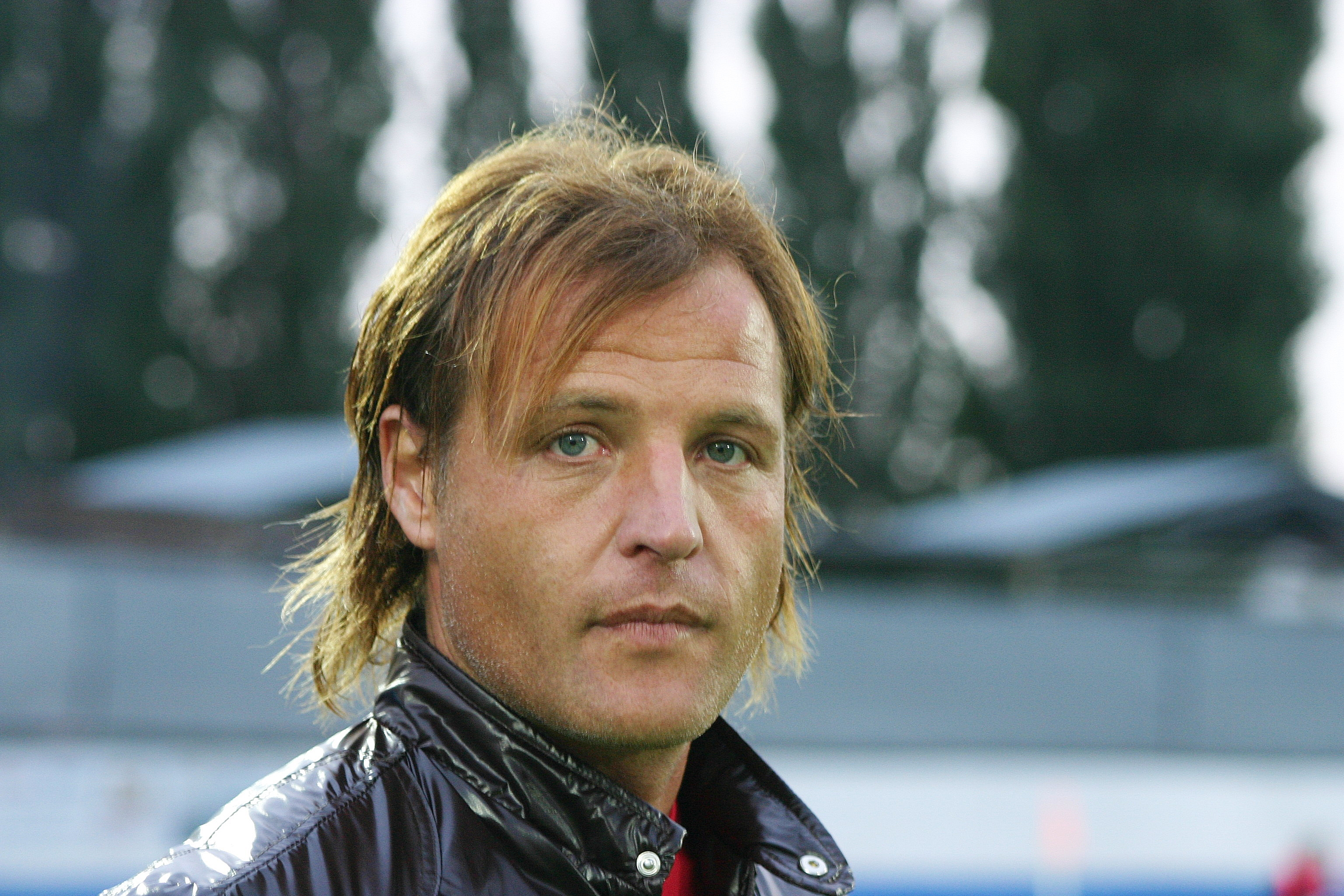
Хаймо Пфайфенбергер (2008)

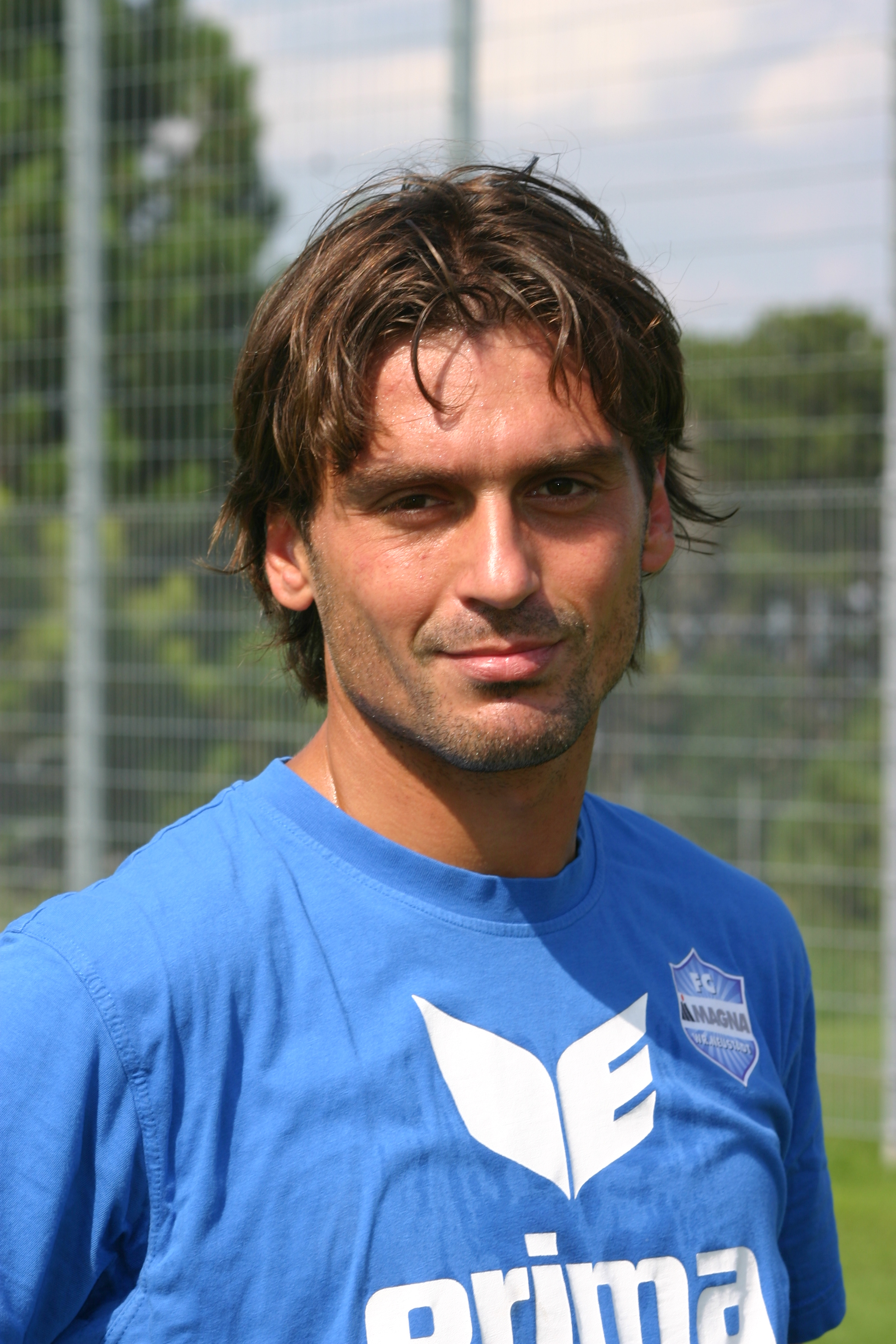
Санел Кульчич (2008)

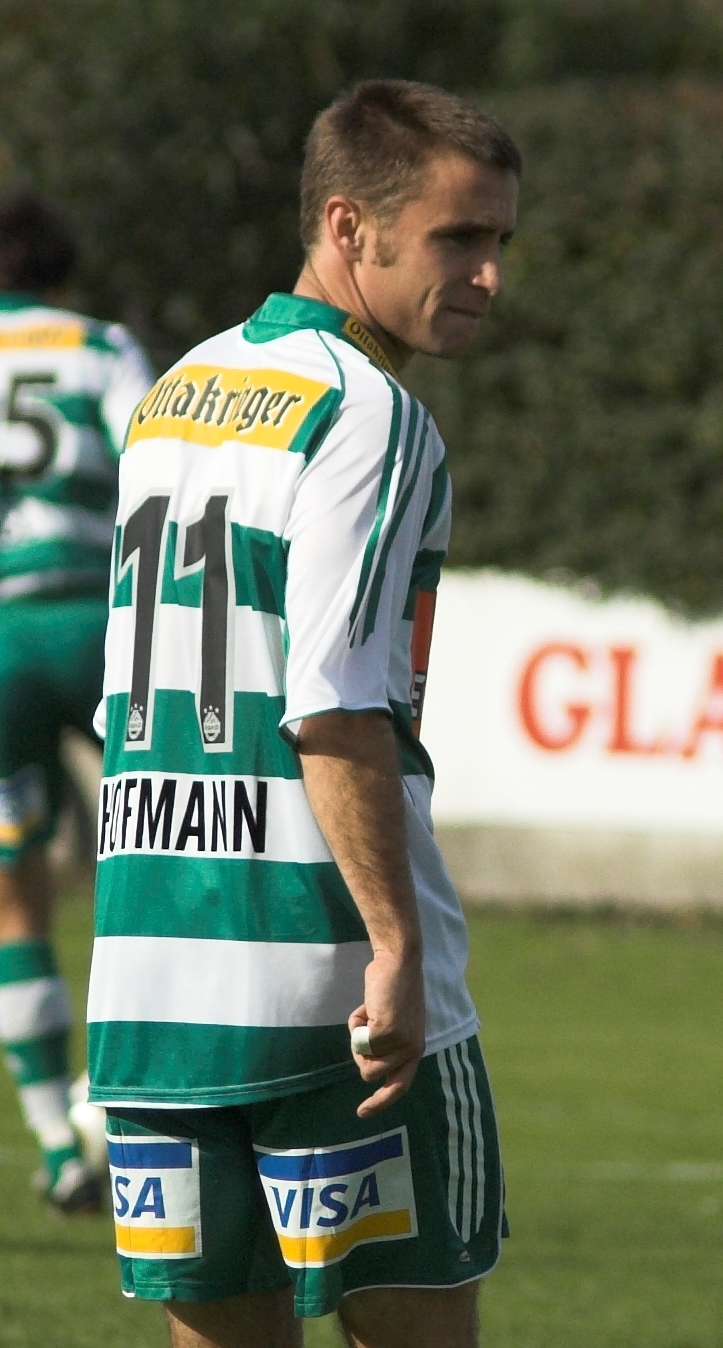
Штефан Хофманн (2005)

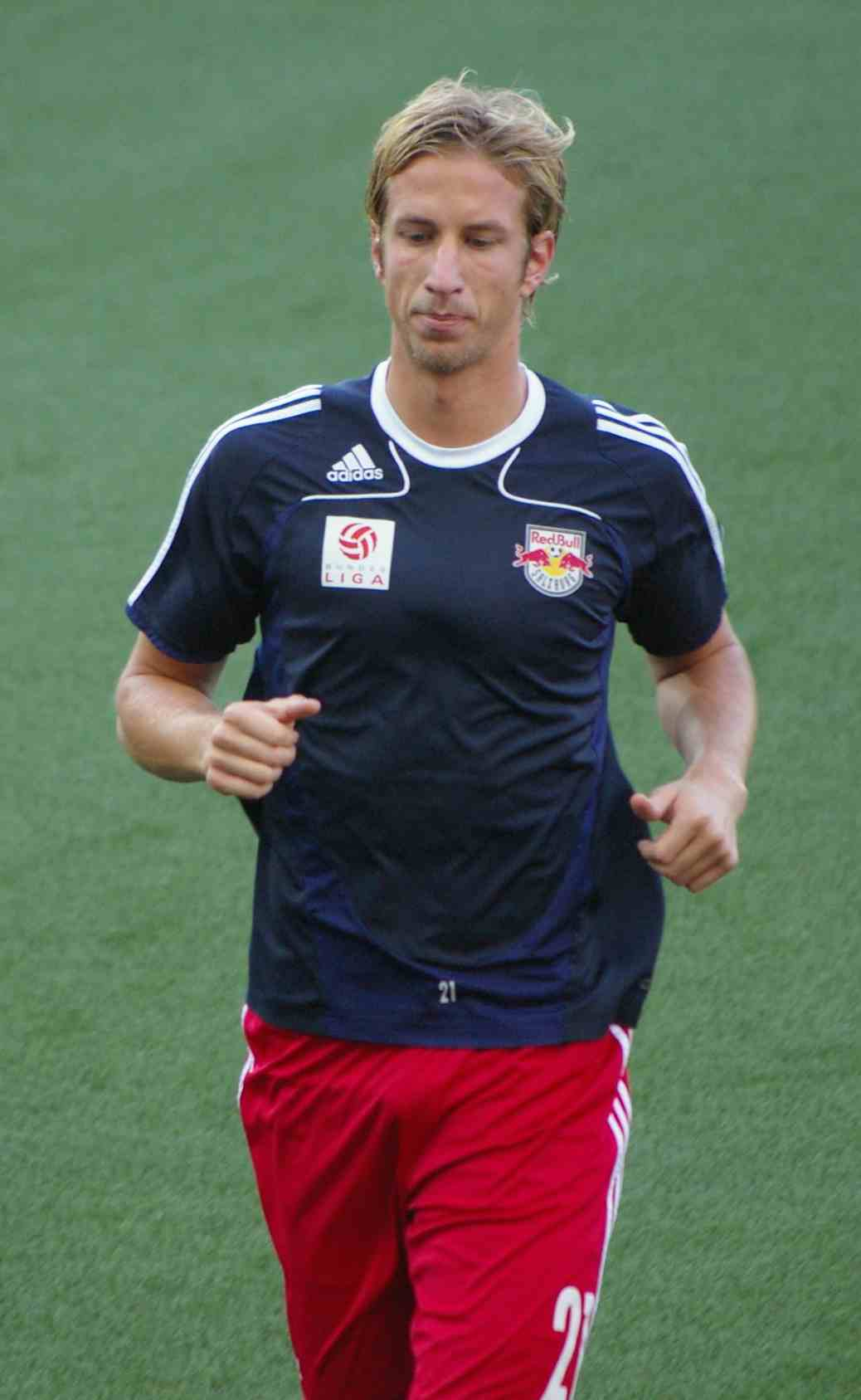
Марк Янко (2009)

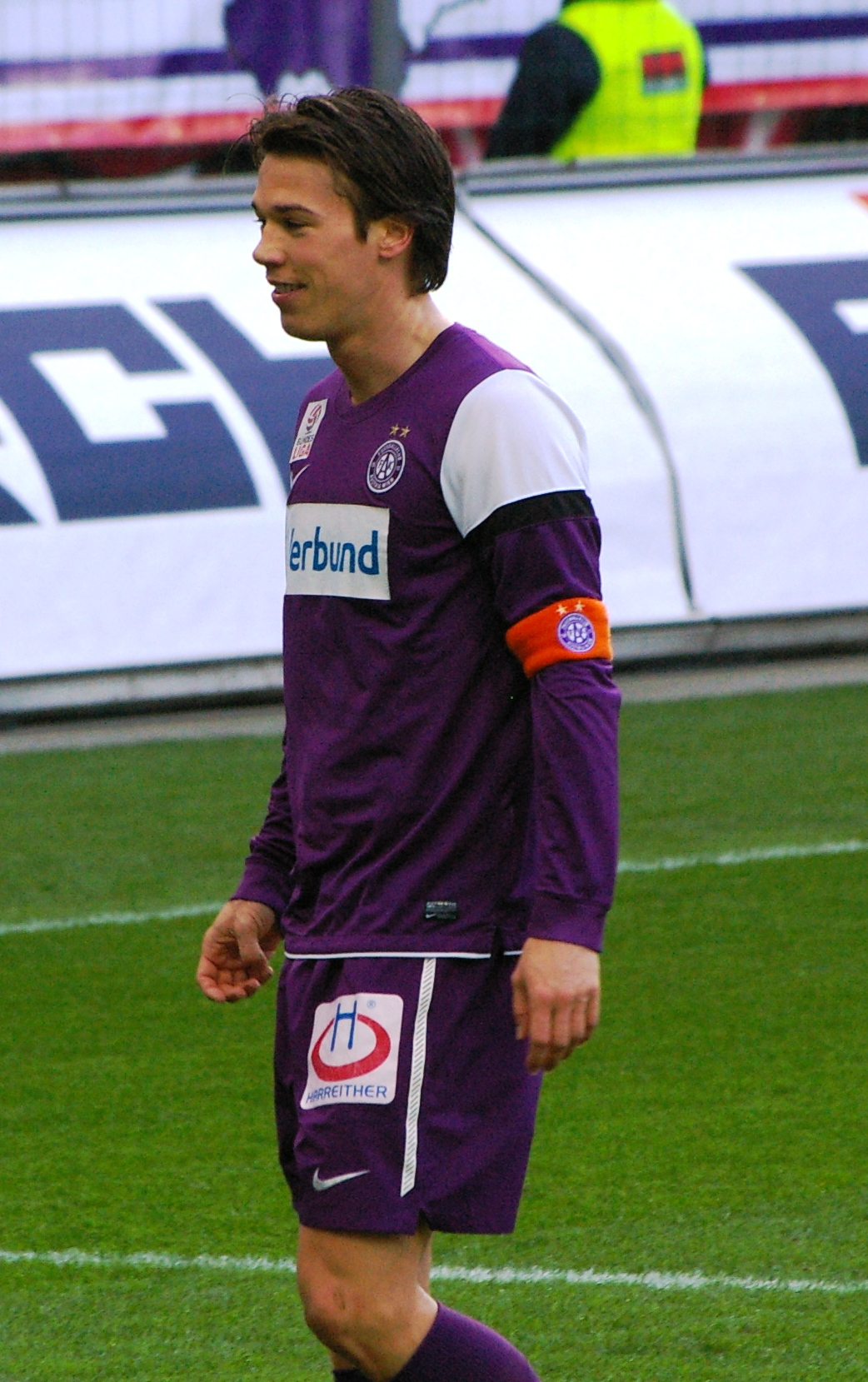
Роланд Лінц (2011)

| Сезон   | Футболіст             | Голи | Клуб                    |
| ------- | --------------------- | ---- | ----------------------- |
| 1911/12 | Йоганн Шварц          | 22   | «Фірст Вієнна»          |
| 1912/13 | Йоганн Нейманн        | 17   | «Вінер АК»              |
| 1913/14 | Йоганн Нейманн        | 25   | «Вінер АК»              |
| 1914/15 | Франц Гейнцль         | 12   | «Вінер АФ»              |
| 1915/16 | Ріхард Кутан          | 24   | «Рапід»                 |
| 1916/17 | Едуард Бауер          | 21   | «Рапід»                 |
| 1916/17 | Леопольд Нойбауер     | 21   | «Вінер АФК»             |
| 1917/18 | Едуард Бауер          | 21   | «Рапід»                 |
| 1918/19 | Йозеф Уріділь         | 14   | «Рапід»                 |
| 1918/19 | Йоганн Фрелер         | 14   | «Рудольфшюгель»         |
| 1919/20 | Ернст Вінклер         | 21   | «Рудольфшюгель»         |
| 1920/21 | Йозеф Уріділь         | 35   | «Рапід»                 |
| 1921/22 | Ріхард Кутан          | 20   | «Рапід»                 |
| 1922/23 | Фердинанд Сватош      | 21   | «Аматоре»               |
| 1923/24 | Густав Візер          | 15   | «Аматоре»               |
| 1924/25 | Густав Візер          | 19   | «Аматоре»               |
| 1925/26 | Густав Візер          | 25   | «Аматоре»               |
| 1926/27 | Антон Шалль           | 27   | «Адміра» Відень         |
| 1927/28 | Антон Шалль           | 36   | «Адміра» Відень         |
| 1928/29 | Антон Шалль           | 21   | «Адміра» Відень         |
| 1929/30 | Франц Веселик         | 24   | «Рапід»                 |
| 1930/31 | Антон Шалль           | 25   | «Адміра» Відень         |
| 1931/32 | Антон Шалль           | 22   | «Адміра» Відень         |
| 1932/33 | Франц Біндер          | 25   | «Рапід»                 |
| 1933/34 | Йозеф Біцан           | 28   | «Рапід»                 |
| 1934/35 | Маттіас Кабурек       | 27   | «Рапід»                 |
| 1935/36 | Вільгельм Ганеманн    | 23   | «Адміра» Відень         |
| 1936/37 | Франц Біндер          | 29   | «Рапід»                 |
| 1937/38 | Франц Біндер          | 22   | «Рапід»                 |
| 1938/39 | Франц Біндер          | 27   | «Рапід»                 |
| 1939/40 | Франц Біндер          | 18   | «Рапід»                 |
| 1940/41 | Франц Біндер          | 27   | «Рапід»                 |
| 1941/42 | Франц Єлінек          | 20   | «Вінер Шпорт-клуб»      |
| 1941/42 | Ернст Рейтенмаєр      | 20   | «Ваккер» Відень         |
| 1942/43 | Карл Кербах           | 31   | ФАК                     |
| 1943/44 | Карл Деккер           | 33   | «Фірст Вієнна»          |
| 1944/45 | Ріхард Фішер          | 15   | «Фірст Вієнна»          |
| 1945/46 | Ернст Стояспал        | 34   | «Аустрія»               |
| 1946/47 | Ернст Стояспал        | 18   | «Аустрія»               |
| 1947/48 | Ернст Стояспал        | 24   | «Аустрія»               |
| 1948/49 | Еріх Габітцль         | 23   | «Адміра» Відень         |
| 1949/50 | Карл Деккер           | 23   | «Фірст Вієнна»          |
| 1950/51 | Роберт Дінст          | 37   | «Рапід»                 |
| 1951/52 | Ернст Стояспал        | 15   | «Аустрія»               |
| 1952/53 | Ернст Стояспал        | 15   | «Аустрія»               |
| 1953/54 | Роберт Дінст          | 25   | «Рапід»                 |
| 1954/55 | Ріхард Броузек        | 31   | «Ваккер» Відень         |
| 1955/56 | Йохан Буцек           | 33   | «Фірст Вієнна»          |
| 1956/57 | Роберт Дінст          | 32   | «Рапід»                 |
| 1957/58 | Вальтер Хорак         | 34   | «Вінер Шпорт-клуб»      |
| 1958/59 | Еріх Гоф              | 32   | «Вінер Шпорт-клуб»      |
| 1959/60 | Фрідріх Сейка         | 32   | «Вінер АК»              |
| 1960/61 | Хорст Нємец           | 31   | «Аустрія»               |
| 1961/62 | Хорст Нємец           | 24   | «Аустрія»               |
| 1962/63 | Еріх Гоф              | 32   | «Вінер Шпорт-клуб»      |
| 1963/64 | Хорст Нємец           | 20   | «Аустрія»               |
| 1964/65 | Вольфганг Гайєр       | 18   | «Вінер Шпорт-клуб»      |
| 1965/66 | Йохан Буцек           | 17   | «Аустрія»               |
| 1966/67 | Август Старек         | 21   | «Рапід»                 |
| 1967/68 | Джонні Б'єргард       | 23   | «Рапід»                 |
| 1968/69 | Хельмут Кегльбергер   | 31   | «Аустрія»               |
| 1969/70 | Гюнтер Кальтербруннер | 22   | «Вінер Шпорт-клуб»      |
| 1970/71 | Вільгельм Крейц       | 26   | «Адміра» Відень         |
| 1971/72 | Альфред Рідль         | 16   | «Аустрія»               |
| 1972/73 | Вольфганг Броєр       | 22   | «Ваккер» Інсбрук        |
| 1973/74 | Йохан Кранкль         | 36   | «Рапід»                 |
| 1974/75 | Хельмут Кегльбергер   | 22   | «Аустрія», «Лінцер АСК» |
| 1975/76 | Ганс Піркнер          | 21   | «Аустрія»               |
| 1976/77 | Йохан Кранкль         | 32   | «Рапід»                 |
| 1977/78 | Йохан Кранкль         | 41   | «Рапід»                 |
| 1978/79 | Вальтер Шахнер        | 24   | «Аустрія»               |
| 1979/80 | Вальтер Шахнер        | 34   | «Аустрія»               |
| 1980/81 | Гернот Юртін          | 20   | «Штурм» Грац            |
| 1981/82 | Бозо Бакота           | 24   | «Штурм» Грац            |
| 1982/83 | Йохан Кранкль         | 23   | «Рапід»                 |
| 1983/84 | Тібор Нілаші          | 26   | «Аустрія»               |
| 1984/85 | Антон Польстер        | 24   | «Аустрія»               |
| 1985/86 | Антон Польстер        | 33   | «Аустрія»               |
| 1986/87 | Антон Польстер        | 39   | «Аустрія»               |
| 1987/88 | Зоран Стоядінович     | 27   | «Рапід»                 |
| 1988/89 | Петер Пакульт         | 26   | «Сваровскі-Тіроль»      |
| 1989/90 | Герхард Родакс        | 35   | «Адміра-Ваккер»         |
| 1990/91 | Вацлав Данек          | 29   | «Сваровскі-Тіроль»      |
| 1991/92 | Крістоф Вестерзалер   | 17   | «Сваровскі-Тіроль»      |
| 1992/93 | Вацлав Данек          | 24   | «Ваккер» Інсбрук        |
| 1993/94 | Никола Юрчевич        | 14   | «Аустрія» Зальцбург     |
| 1993/94 | Гаймо Пфайфенбергер   | 14   | «Аустрія» Зальцбург     |

## Найкращі бомбардири бундесліги
Австрійська футбольна бундесліга розпочала своє існування з сезону 1994/95.

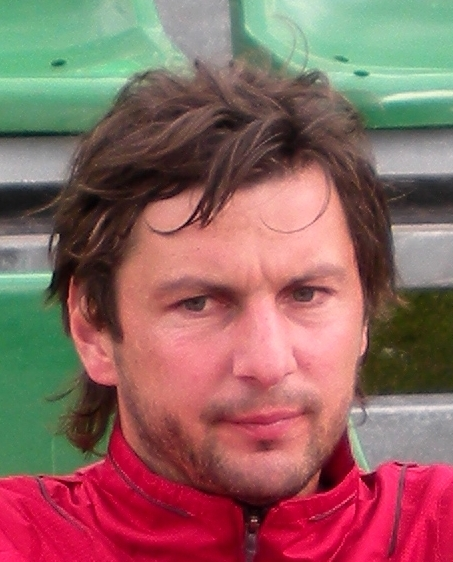
Рональд Колманн (2010)

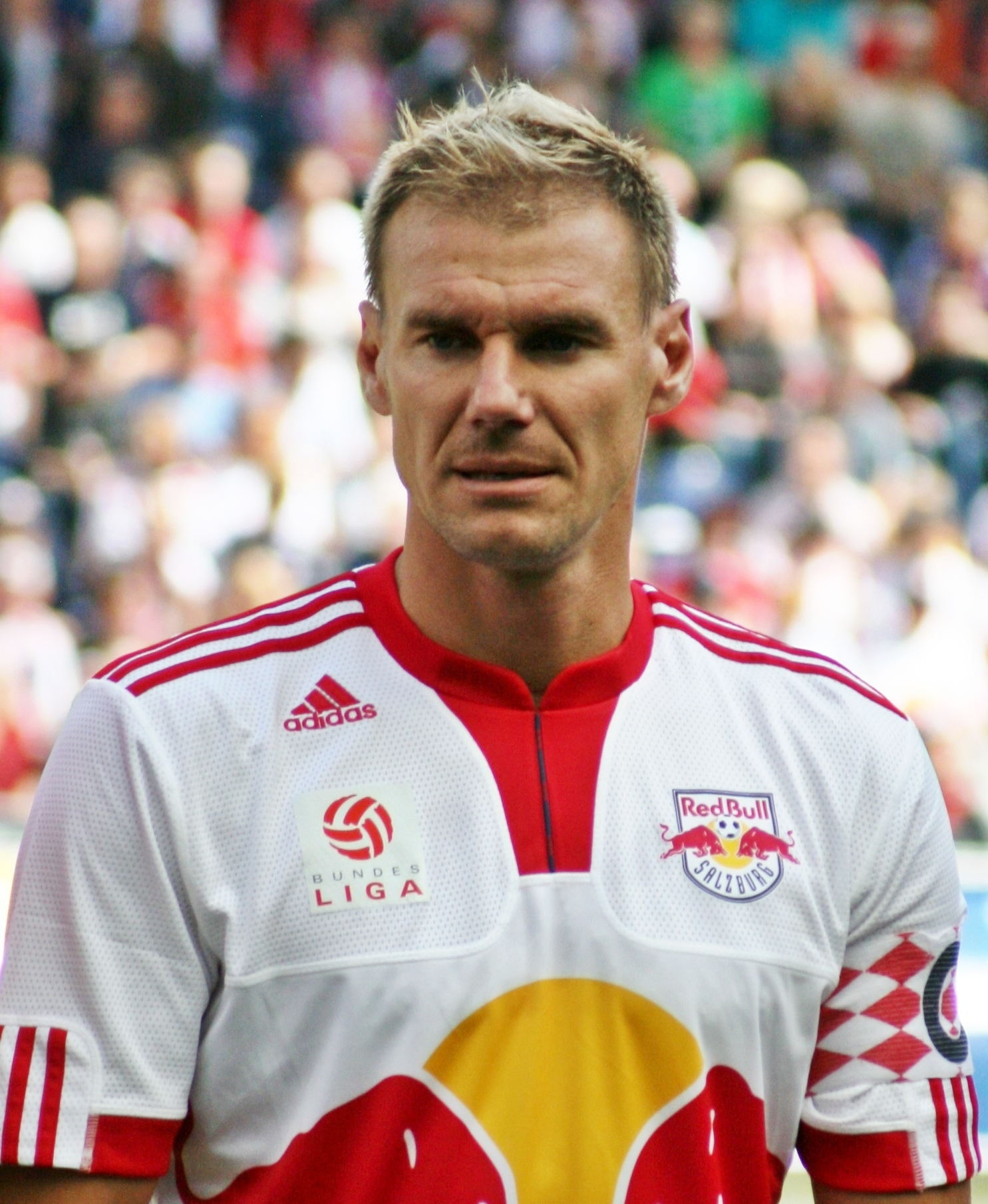
Олександр Циклер (2009)

| Сезон   | Країна   | Футболіст         | Голи | Клуб                      |
| ------- | -------- | ----------------- | ---- | ------------------------- |
| 1994/95 | Сенегал  | Сулейман Сане     | 20   | «Тіроль» Інсбрук          |
| 1995/96 | Австрія  | Івіца Вастич      | 20   | «Штурм» Грац              |
| 1996/97 | Чехія    | Рене Вагнер       | 21   | «Рапід»                   |
| 1997/98 | Норвегія | Гейр Фрігард      | 23   | «Лінцер АСК»              |
| 1998/99 | Австрія  | Едуард Глідер     | 22   | «Аустрія» Зальцбург       |
| 1999/00 | Австрія  | Івіца Вастич      | 32   | «Штурм» Грац              |
| 2000/01 | Польща   | Радослав Гілевич  | 22   | «Тіроль» Інсбрук          |
| 2001/02 | Австрія  | Рональд Брунмаєр  | 27   | «Грацер АК»               |
| 2002/03 | Бельгія  | Аксель Лаваре     | 21   | «Брегенц»                 |
| 2003/04 | Австрія  | Рональд Колманн   | 27   | «Грацер АК»               |
| 2004/05 | Австрія  | Крістіан Майрлеб  | 21   | «Пашинг»                  |
| 2005/06 | Австрія  | Санел Кульчич     | 15   | «Рід»                     |
| 2005/06 | Австрія  | Роланд Лінц       | 15   | «Аустрія»                 |
| 2006/07 | ФРН      | Олександр Циклер  | 22   | «Ред Булл»                |
| 2007/08 | ФРН      | Олександр Циклер  | 16   | «Ред Булл»                |
| 2008/09 | Австрія  | Марк Янко         | 39   | «Ред Булл»                |
| 2009/10 | ФРН      | Штеффен Гофманн   | 20   | «Рапід»                   |
| 2010/11 | Австрія  | Роланд Лінц       | 21   | «Аустрія»                 |
| 2011/12 | Австрія  | Штефан Маєрхофер  | 14   | «Ред Булл»                |
| 2011/12 | Австрія  | Якоб Янчер        | 14   | «Ред Булл»                |
| 2012/13 | Австрія  | Філіпп Госінер    | 32   | «Адміра-Ваккер» «Аустрія» |
| 2013/14 | Іспанія  | Хонатан Соріано   | 31   | «Ред Булл»                |
| 2014/15 | Іспанія  | Хонатан Соріано   | 31   | «Ред Булл»                |
| 2015/16 | Іспанія  | Хонатан Соріано   | 21   | «Ред Булл»                |
| 2016/17 | Нігерія  | Оларенважу Кайоде | 17   | «Аустрія»                 |
| 2017/18 | Ізраїль  | Моанес Дабур      | 16   | «Ред Булл»                |
| 2018/19 | Ізраїль  | Моанес Дабур      | 20   | «Ред Булл»                |
| 2019/20 | Ізраїль  | Шон Вайсман       | 30   | «Вольфсбергер»            |

## Цікаві факти

### «Золота бутса»
Футболісти австрійських клубів, лауреати «Золотого бутса»:
- «Золотий бутс»: Йоган Кранкль (1978)
- «Срібний бутс»: Йоган Кранкль (1974), Антон Польстер (1987)
- «Бронзовий бутс»: Гельмут Кегльбергер (1969), Вальтер Шахнер (1980), Антон Польстер (1986), Герхард Родакс (1990), Вацлав Данек (1991), Марк Янко (2009).

### Австрійські бомбардири в національних чемпіонатах
Вже в 20-х роках минулого століття австрійські футболісти виступали в іноземних клубах. Найкращим бомбардиром чемпіонату Італії 1927 став австрійський форвард «Інтернаціонале» Антон Повольни: 22 голи в 27 матчах. Гравець «Барселони» Йохан Кранкль в 1979 році став найкращим бомбардиром чемпіонаті Іспанії і володарем «Бронзової бутси» для найкращих бомбардирів європейських чемпіонатів. Альфред Рідль двічі забивав найбільше голів в чемпіонаті Бельгії: 1973 (16 голів за «Сент-Трюйден») і 1975 (28 голів за «Антверпен» — «Бронзова бутса»). Найбільше голів в перших дивізіонах за межами Австрії забив Антон Польстер — 182 голи. Йохан Кранкль найрезультативніший австрійський бомбардир, в чемпіонатах Австрії та Іспанії він забив 354 голи.
| № | Футболіст          | Роки виступу      | Голи | Матчі | Клуби |
| - | ------------------ | ----------------- | ---- | ----- | --- |
| 1 | Йохан Кранкль      | 1971—1988         | 354  | 473   | «Рапід» — 267, «Вінер Шпорт-клуб» — 40, «Барселона» — 34, «Фірст Вієнна» — 13                                                                                   |
| 2 | Роберт Дінст       | 1943 — 1962       | 323  | 351   | «Рапід» — 307, «Флорісдорфер» — 12, «СВ Швехат» (Австрія) — 4                                                                                                   |
| 3 | Ернст Стояспал     | 1942 — 1962       | 305  | 383   | «Аустрія» — 219, «Расинг» (Страсбур) — 57, «Монако» — 10, «Мец» — 6, «Остбан-XI» (Відень) — 5, «Безьє» (Франція) — 5, «Труа» — 3                                |
| 4 | Антон Польстер     | 1982 — 2000       | 304  | 539   | «Аустрія» — 120, «Кельн» — 79, «Севілья» —55, «Райо Вальєкано» — 14, «Логроньєс» — 14, «Боруссія» (Менхенгладбах) — 11, «Торіно» — 9, «Аустрія» (Зальцбург) — 2 |
| 5 | Франц Біндер       | 1930 — 1949       | 297  | 260   | «Рапід» — 272, «Рапід» (Німеччина) — 25 |
| 6 | Карл Деккер        | 1938 — 1954       | 297  | 311   | «Фірст Вієнна» — 253, «Штурм» — 18, «Сошо» — 15, «Фірст Вієнна» (Німеччина) — 11                                                                                |
| 7 | Фрідріх Сейка      | 1947 — 1966       | 245  | 438   | «Адміра», «Вінер АК», «Капфенберг», «Фірст Вієнна» |
| 8 | Антон Шалль        | 1925 — 1941       | 231  | 291   | «Адміра» — 231 |
| 9 | Вільгельм Ганеманн | 1931 — 1952, 1959 | 230  | 308   | «Адміра», «Ваккер», «Адміра» (Німеччина) — 8 |